# SonAir
"Wings of Tranquility"
La SonAir est une compagnie aérienne privée angolaise, filiale de la compagnie nationale pétrolière angolaise Sonangol. La compagnie figure sur la liste des compagnies aériennes interdites d'exploitation dans l'Union européenne.

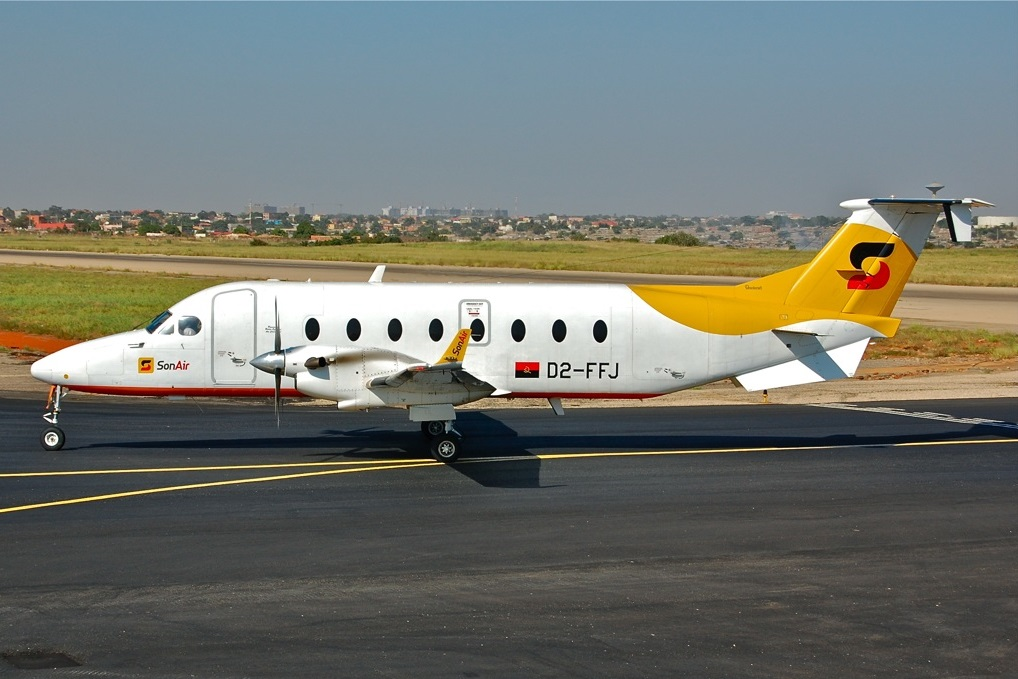
SonAair Beech Airliner 1900D

## Histoire
En avril 2012, le premier ministre britannique David Cameron se rend en Asie en empruntant un avion appartenant à la SonAir. Ce choix provoque l'incompréhension, Cameron se rendant en Indonésie pour superviser la vente de jetliners fabriqués par Airbus.
En mai 2013, SonAir devient l'actionnaire majoritaire à 51 % de STP Airways, entreprise de Sao Tomé-et-Principe spécialisée dans le transport. En échange, l'Angola consent une ligne de crédit d'une hauteur de 180 millions de dollars à son homologue lusophone.

## Activité
Depuis l'ouverture à la concurrence des lignes intérieures et la fin du monopole de la TAAG, la SonAir réalise des vols à destination de :

### International
- Houston (George Bush Intercontinental Airport) (vols gérés par Atlas Air)[5]

### Domestic
- Benguela
- Cabinda
- Catumbela
- Lubango
- Soyo[5]

Sa flotte d'avions comprend :
- 2 747-400 (en leasing auprès de Atlas Air)
- 2 Boeing 737-700[6]
- 1 Airbus 319
- 1 Dassault Falcon 900 (F900EX en leasing auprès de Planair)
- 1 Dassault Falcon 900 (F900EX en leasing auprès de Planair)
- 1 Dassault Falcon 7X (F7x en leasing auprès de Planair)
- 2 Embraer Legacy 600 (en leasing auprès de Planair)

La SonAir dispose aussi d'hélicoptères, qui sont un lien indispensable entre les plateformes pétrolières offshore 
et le continent, et utilise les modèles suivants :
- 3 Eurocopter Dauphin AS 365N3
- 4 Eurocopter AS332 L2 Super Puma
- 6 Sikorsky S-76C++
- 14 Eurocopter EC225 dont 2 VIP[7]

SonAir est reconnue pour ses services auprès des compagnies pétrolières opérant en Angola, et réalise également des vols à la demande, en national ou à l'international.

## Filiales
Sonagesa est une filiale de SonAir domiciliée à Malabo, en Guinée équatoriale. Elle réalise de nombreux vols dans le golfe de Guinée.
Les services proposés par Sonagesa sont principalement liés à l'activité pétrolière, l'exploitation offshore et d'autres activités dans la région. Elle exploite une liaison Malabo-Houston-Malabo (via Luanda) régulière.

## Accidents
Le 2 juillet 2015, un hélicoptère de SonAir participant à une mission gouvernementale pour l'évacuation des accidentés de la route et transportant 6 passagers au total est déclaré disparu par la société. L'hélicoptère est retrouvé 6 jours plus tard écrasé et brûlé, avec tous ses passagers morts à bord,.